# Віттліх
Віттліх (нім. Wittlich) — місто в Німеччині, розташоване в землі Рейнланд-Пфальц. Адміністративний центр району Бернкастель-Віттліх.
Площа — 49,64 км2. Населення становить 19 222 ос. (станом на 31 грудня 2020).

## Географічне положення
Місто розташоване в південній частині Айфеля на Лізері в бічній долині Мозеля на північному краю западини Віттліхер. Ця ландшафтна територія межує зі скелями Мозеля на заході та долиною Мозеля на сході.
Висота Віттліха сягає 137 м над рівнем моря.

## Сусідні громади
Сусідні громади: Граймерат, Флуссбах, Баузендорф, Зельтінген-Рахтіг, Платтен, Альтріх, Драйс, Бергвайлер, Хупперат, Міндерлітген і Пляйн.

## Галерея

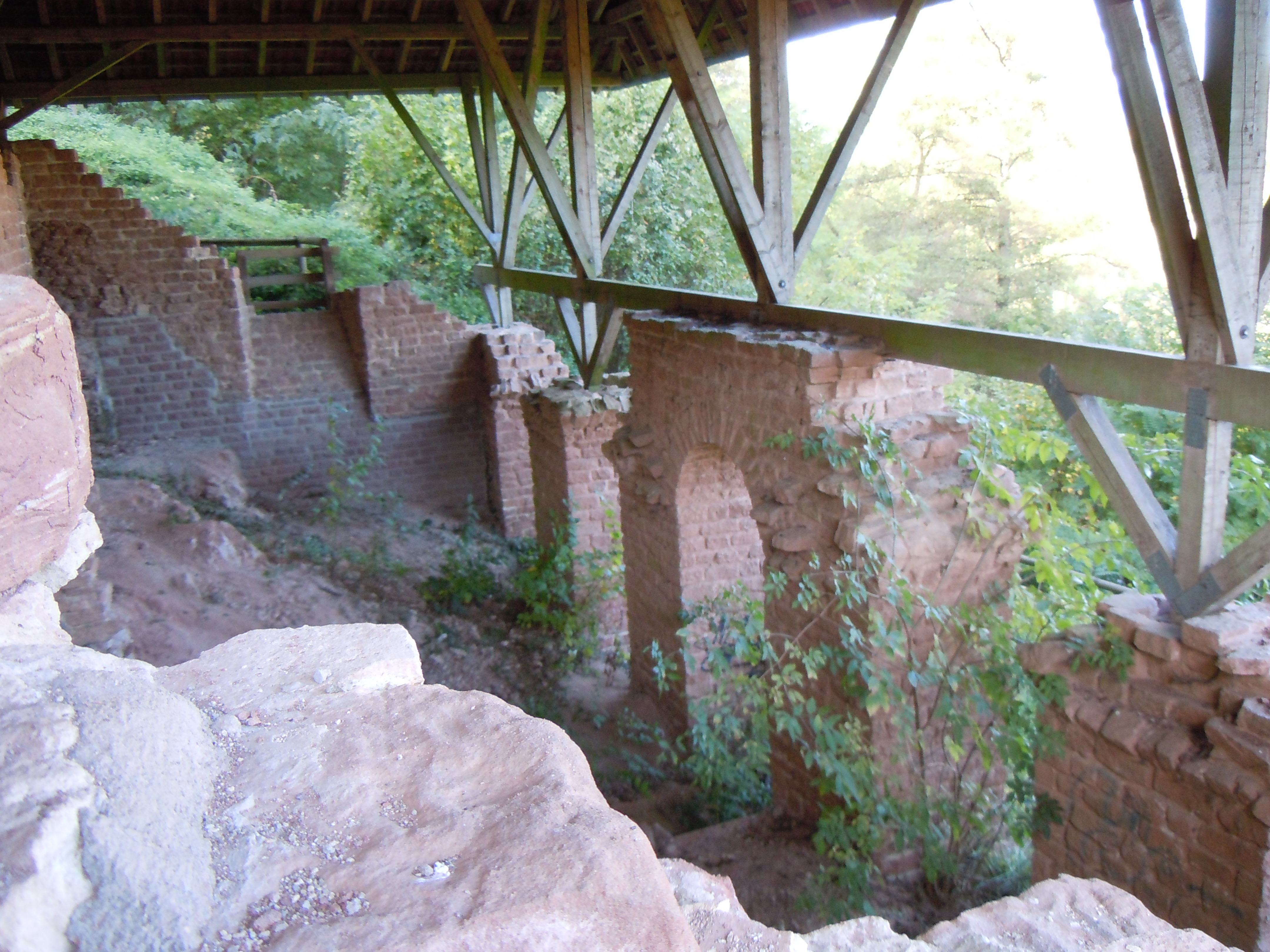
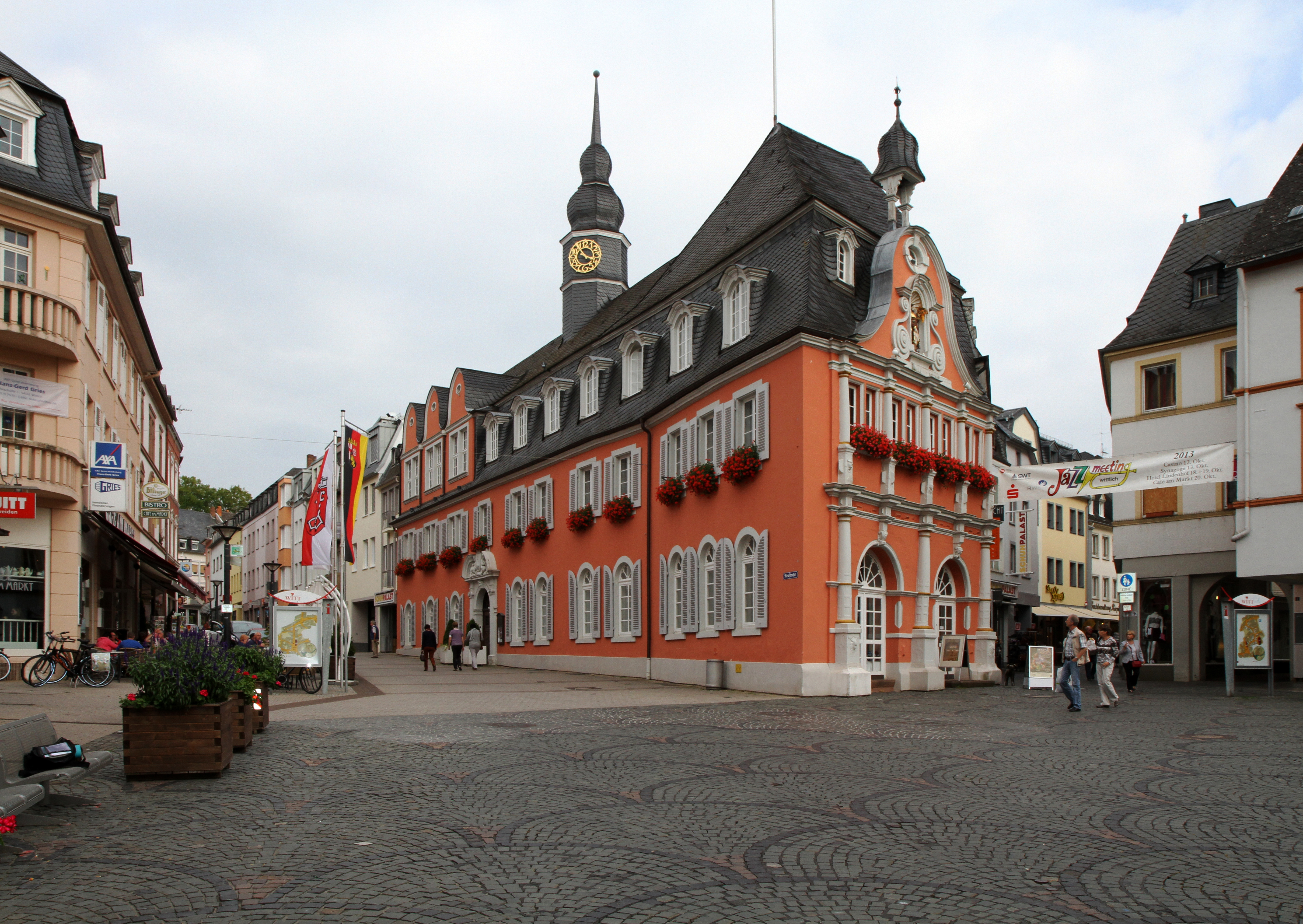
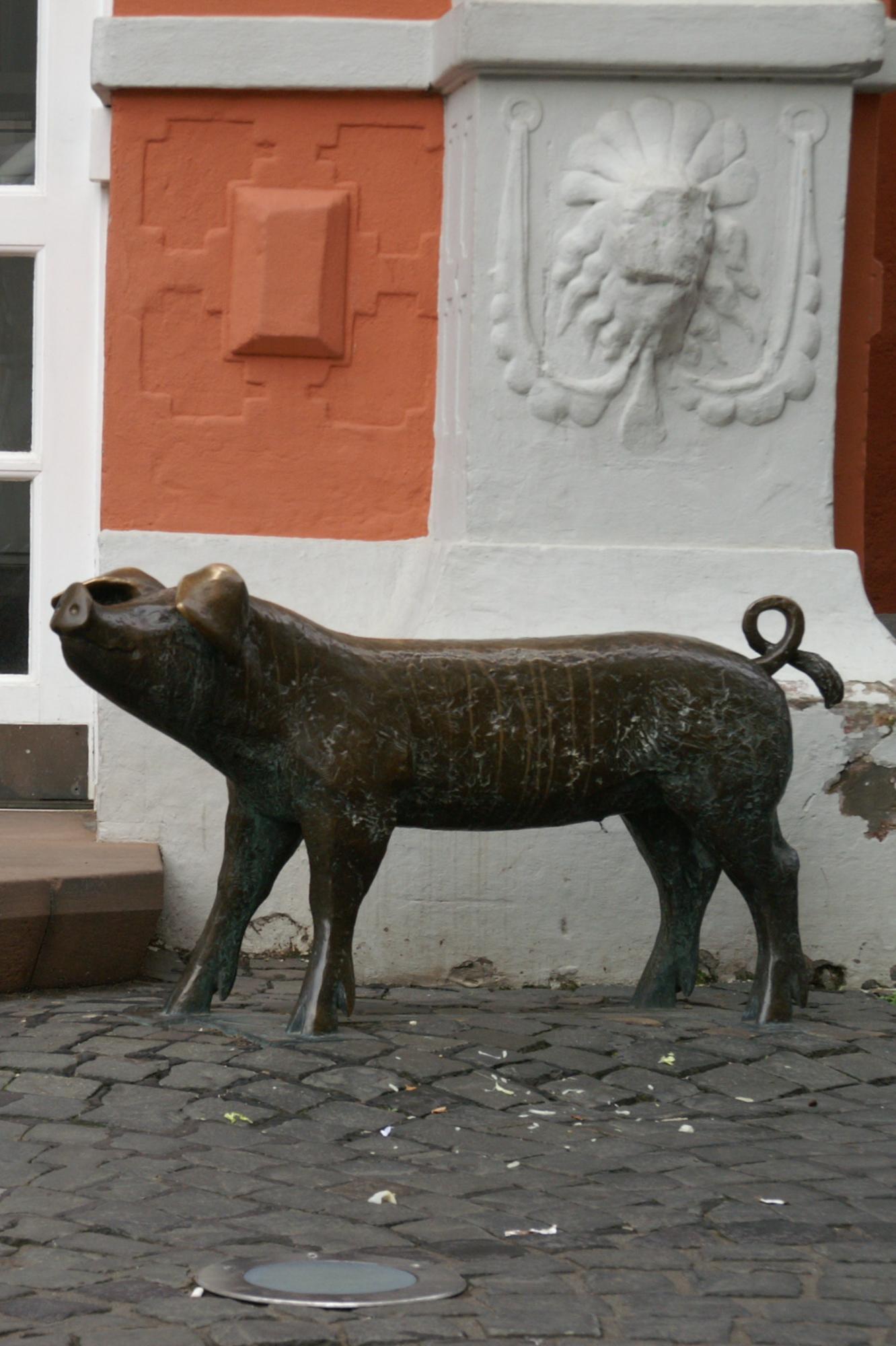
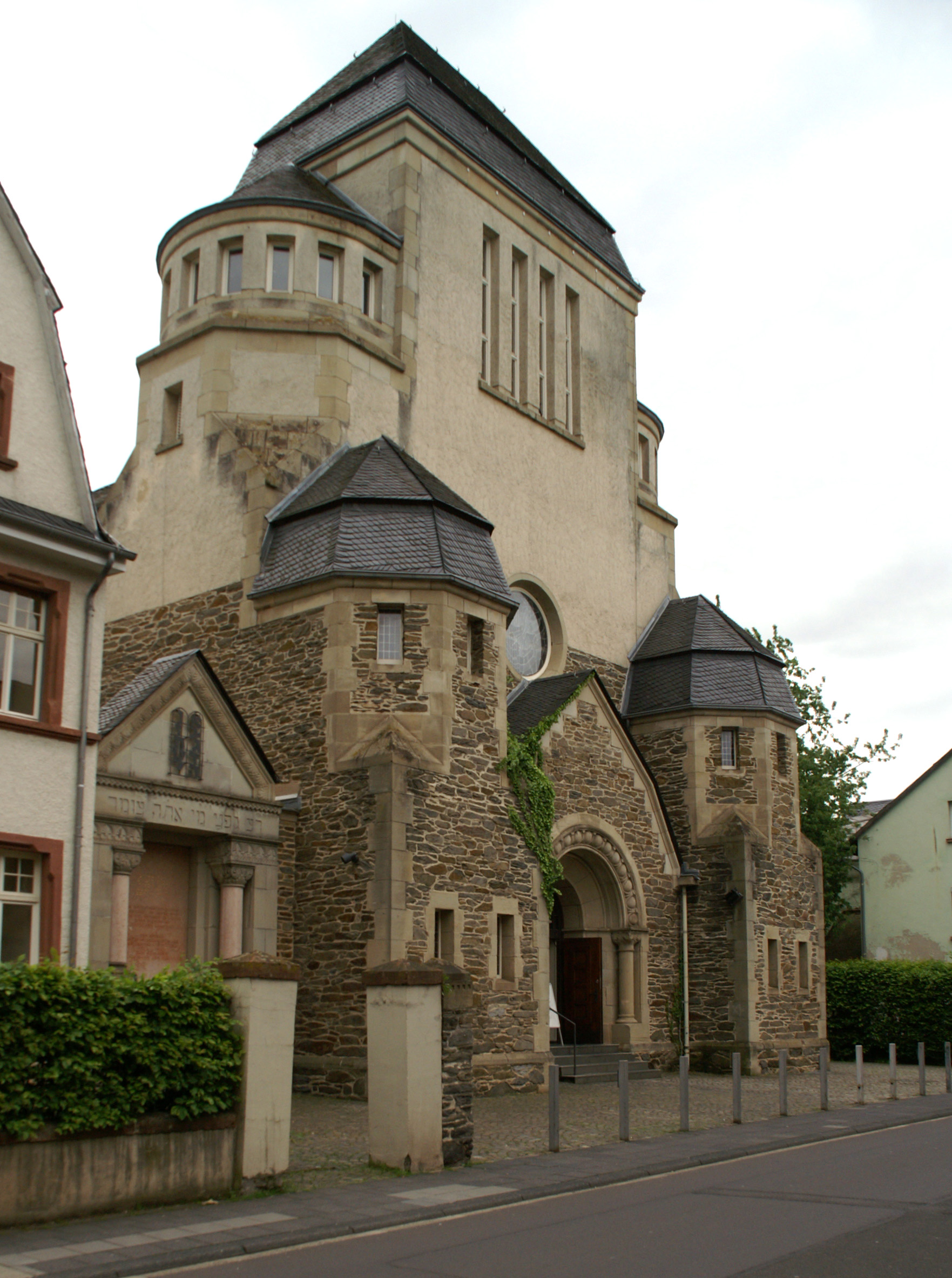
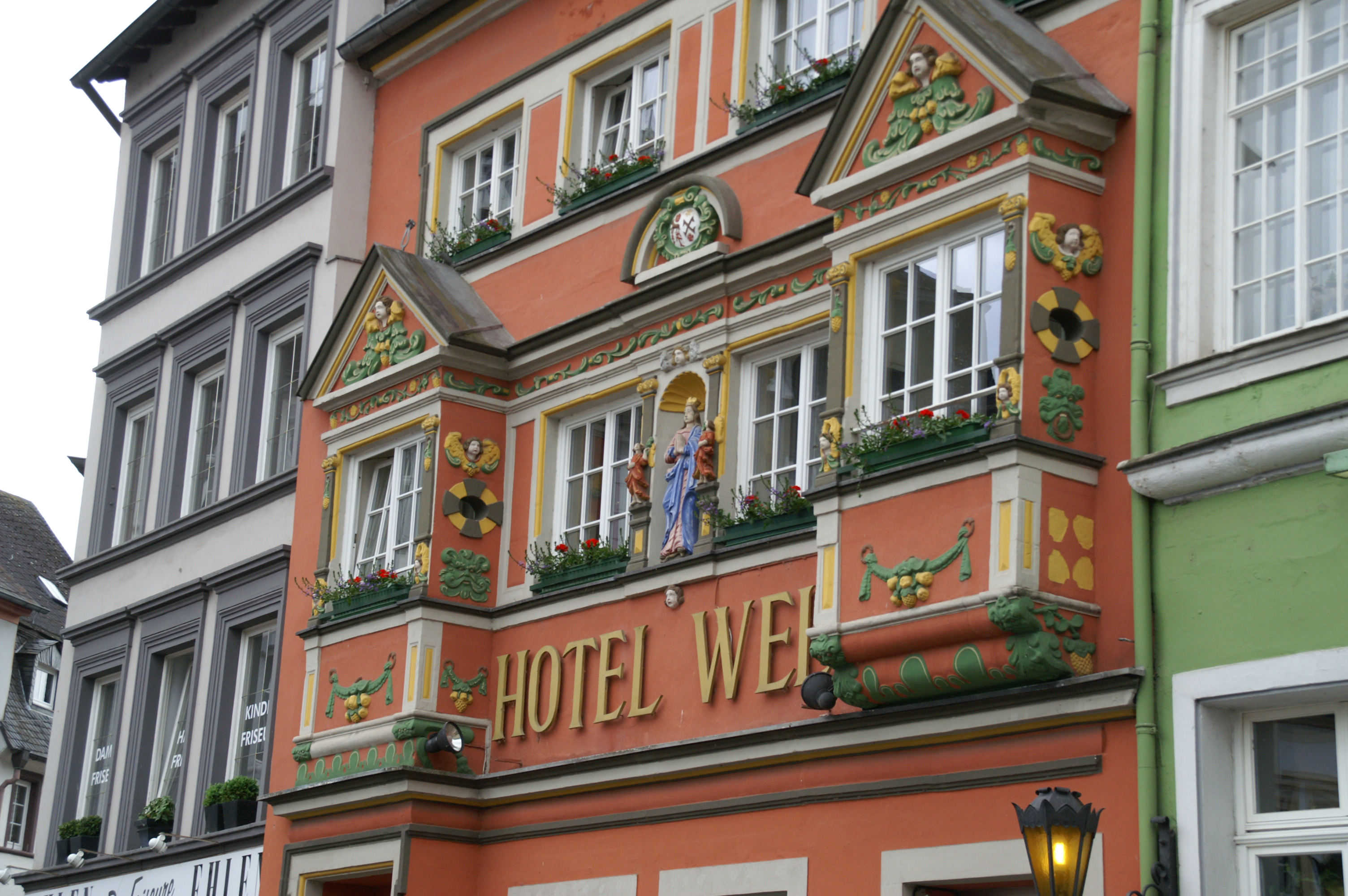
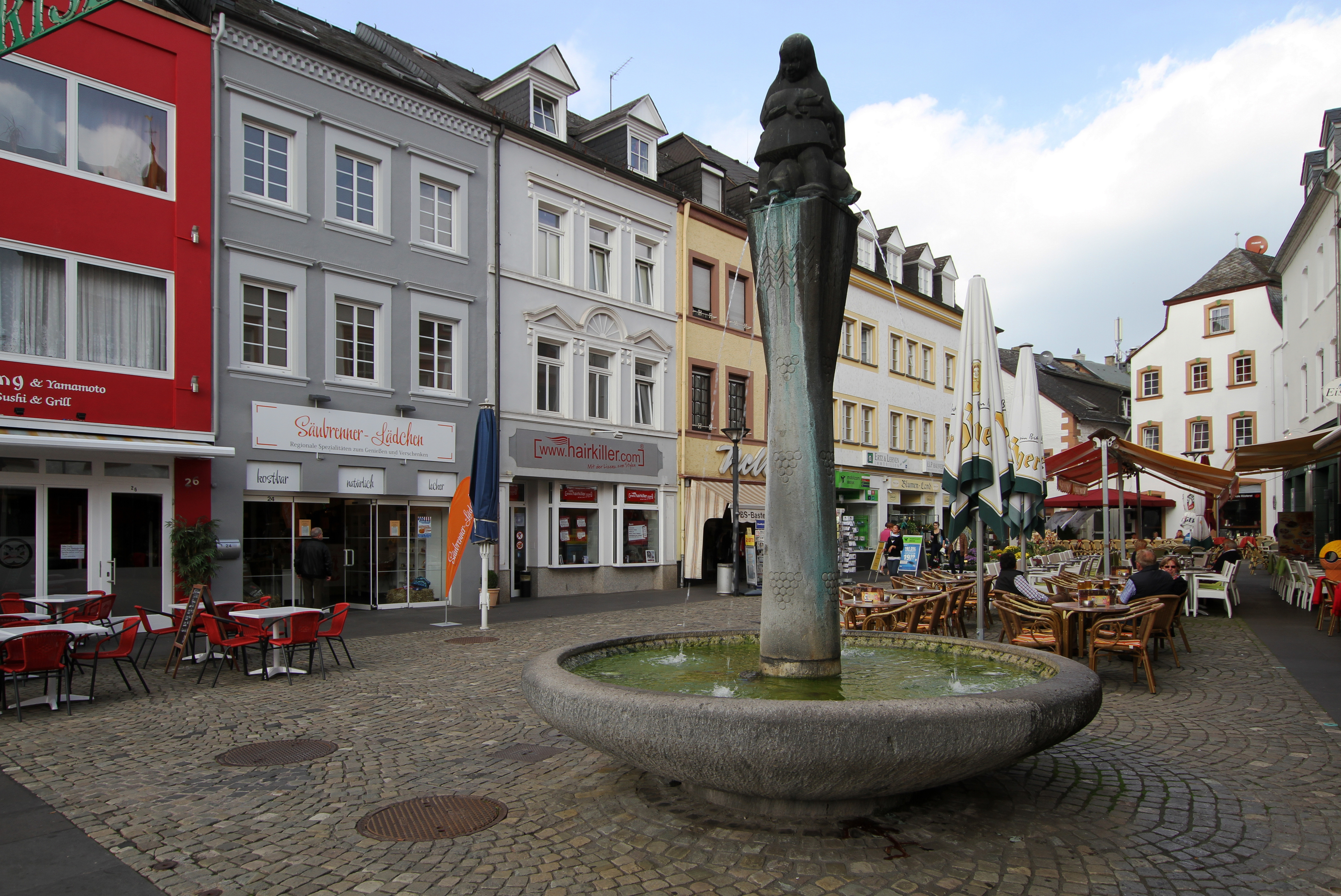

## Клімат
Річна кількість опадів у Віттліху становить 721 мм, а кількість сонячних годин становить 1861 годину. Середня вологість повітря становить 84%, середня температура повітря (2 м) становить 9,7 °C. Інформація стосується періоду з 1994 по 2012 рік.